# Діттерсдорф
Діттерсдорф (нім. Dittersdorf) — громада в Німеччині, розташована в землі Тюрингія. Входить до складу району Заале-Орла. Складова частина об'єднання громад Зенплатте.
Площа — 15,59 км2. Населення становить 462 ос. (станом на 31 грудня 2021).

## Галерея

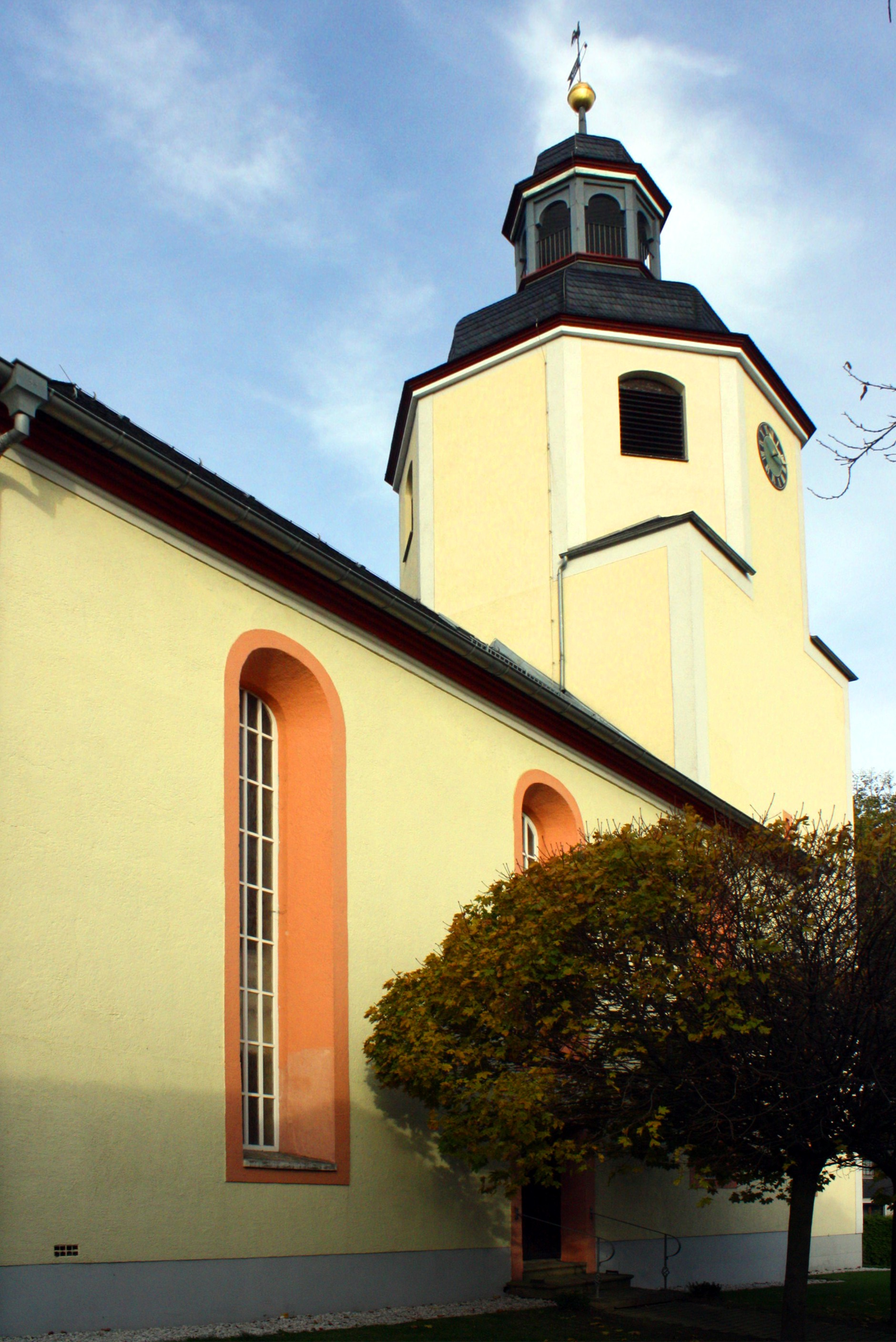
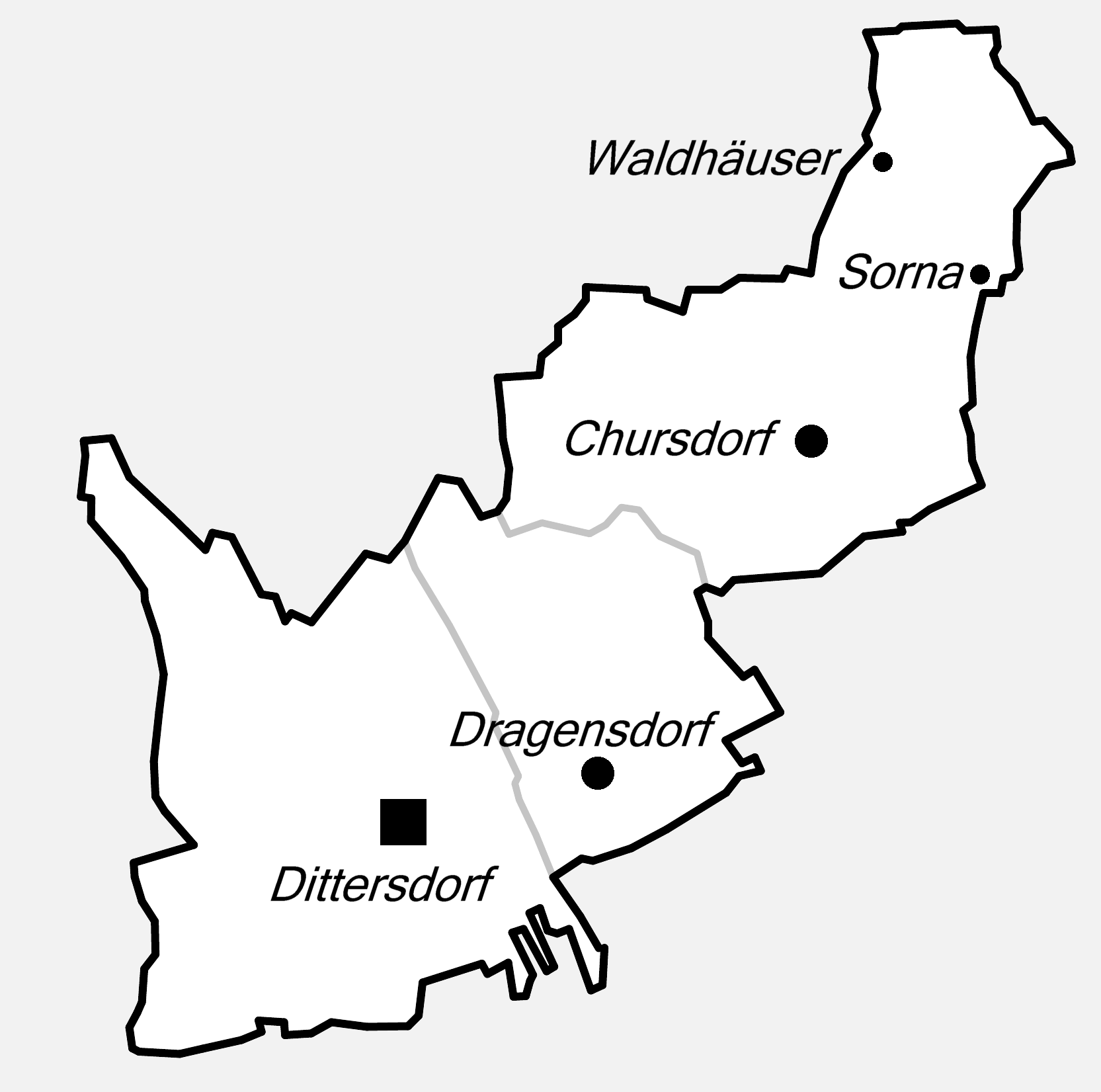